# Maureilhan
Maureilhan là một xã thuộc tỉnh Hérault trong vùng Occitanie nước Pháp. Xã này nằm ở khu vực có độ cao trung bình 56 mét trên mực nước biển. Dân số thời điểm năm 1999 là 1430 người.